# Veysel Eroğlu

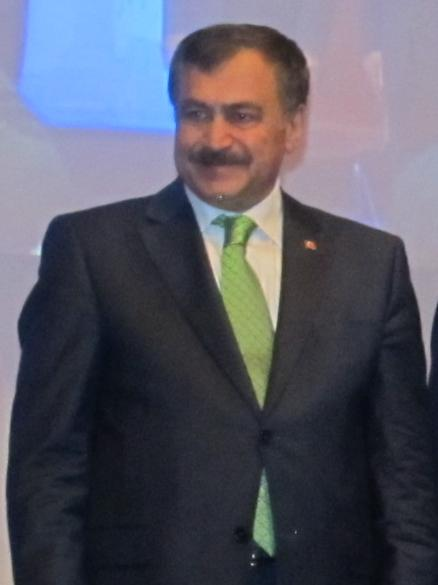
Veysel Eroğlu

Veysel Eroğlu (* 18. August 1948 im Landkreis Şuhut, Provinz Afyonkarahisar) ist ein türkischer Hochschulprofessor, Politiker der AKP und ehemaliger Minister für Forst- und Wasserwirtschaft der Republik Türkei.
Er absolvierte die Fakultät für Bauwesen an der Technischen Universität Istanbul (İTÜ) sowie die Universität İstanbul im Bereich Geschichte. Seine Doktorarbeit schrieb er an der İTÜ. 1994 wurde Eroğlu Dozent und 1991 Professor. Er war Mitglied des Führungsgremiums der Fakultät für Bauwesen an der İTÜ.
Eroğlu war seit seinem Amtsantritt vom 29. August 2007 bis zum Juli 2018 ununterbrochen Minister für Forst- und Wasserwirtschaft unter den Ministerpräsidenten Recep Tayyip Erdoğan (II, III), Ahmet Davutoğlu (I, II, III) und im Kabinett von Binali Yıldırım der AKP-Regierung.
Eroğlu ist verheiratet und Vater von vier Kindern.